# Masao Katō
Kato Masao (加藤正夫 'Katō Masao'?) (15 de marzo de 1947, Asakura, Fukuoka, Japón - 30 de diciembre de 2004) fue un famoso jugador de go profesional japonés.
Kato es el autor de The Chinese Opening: The Sure-Win Strategy (publicado en inglés por Kiseido Publishing Company) y Kato's Attack and Kill (publicado por Ishi Press). Su nombre es ordenado en estos libros y en algunas fuentes anglosajonas como Masao Kato, mientras que en muchas fuentes del mundo del go y websites se ordena su nombre como Kato Masao siendo Kato su apellido y por lo tanto debe estar delante de acuerdo con el orden japonés.

## Biografía

### Joven
De joven era conocido como "El Matador" del go, debido a su reputación de juego agresivo y de ataque. Durante su carrera, en la que alcanzó el nivel de 9 dan profesional, fue un ganador regular de torneos. Kato Masao tuvo a la vez cinco grandes títulos (Honinbo, Judan, Tengen, Oza, y Kakusei) en 1979. Kato fue profesor de Umezawa Yukari, Yasushi Omori, Isao Suzuki y Temuri Nishida. Estudió en la legendaria escuela de go Kitani Minoru. Fue uno de sus jugadores más famosos junto a Cho Chikun, Kobayashi Koichi, Takemiya Masaki e Isida Yoshio

### Presidente
A principios de 2004, Kato fue elegido como Director de la Nihon Ki-In y presidente de la Federación Internacional de Go. Se hicieron muchas reformas durante su mandato. Eliminó el Oteai e hizo nuevas formas de promocionar niveles. El komi fue cambiado de 5,5 a 6,5 puntos y rebajó los límites de tiempos en las partidas. También estuvo jugando torneos al mismo tiempo. Tras su muerte en 2004, Kudo Norio le reemplazó como presidente de la Federación Internacional de Go.

### Muerte
Kato murió el 30 de diciembre de 2004. Pasó sus últimas semanas en el hospital y finalmente falleció de un infarto cerebral. Kato tuvo los primeros síntomas de enfermedad el 7 de diciembre. El mismo día era diagnosticado en el hospital de una lesión en una vena del cerebro. Se le operó el 10 del mismo mes exitosamente, según parecía. El día 28 su situación empeoró y finalmente murió dos días después. Era uno de los mejores jugadores de Japón, siendo parte del club de las 1200 victorias, con 1253 victorias y 664 derrotas. Hubo muchas dedicatorias, incluyendo un gran libro de la Nihon Ki-In con 200 partidas suyas. Otro es un torneo de go en internet dedicado a él.

## Campeonatos y subcampeonatos
| Título            | Años ganado                   |
| ----------------- | ----------------------------- |
| Actuales          | 39                            |
| Meijin            | 1986, 1987                    |
| Honinbo           | 1977 - 1979, 2002             |
| Judan             | 1976 - 1979, 1983, 1987, 1997 |
| Tengen            | 1978 - 1981                   |
| Oza               | 1979, 1980, 1982 - 1989, 1993 |
| Gosei             | 1977, 1987                    |
| Copa NEC          | 1990, 1991, 1996              |
| Copa Agon         | 1995, 1996, 2003              |
| Copa NHK          | 1988                          |
| Ryusei            | 1998, 2001                    |
| Extintos          | 6                             |
| Campeonato Hayago | 1988, 1994                    |
| Kakusei           | 1980, 1986, 1995, 1996        |

| Título                           | Años perdido                 |
| -------------------------------- | ---------------------------- |
| Actuales                         | 30                           |
| Kisei                            | 1978, 1988, 1991             |
| Meijin                           | 1981, 1988                   |
| Honinbo                          | 1969, 1980, 1995, 1997, 2003 |
| Judan                            | 1980, 1984, 1988, 1998       |
| Tengen                           | 1982, 1991                   |
| Oza                              | 1981, 1990, 1994             |
| Gosei                            | 1978, 1981, 1984, 1988       |
| Copa NEC                         | 1992, 1999, 2000             |
| Copa Agon                        | 1997                         |
| Copa NHK                         | 1974, 1993, 1994             |
| Extintos                         | 15                           |
| Kakusei                          | 1993, 1997 - 1999            |
| Campeonato Hayago                | 1980, 1984, 1989, 1998, 1999 |
| Shin-Ei                          | 1975                         |
| Campeonato Nihon-Kiin            | 1974                         |
| Diez Mejores Profesionales Asahi | 1970, 1975                   |
| Daiichi-i                        | 1971                         |
| Copa del Primer Ministro         | 1973                         |